# Kanako Momota
Kanako Momota (百田 夏菜子 Momota Kanako?,  Hamamatsu, Prefectura de Shizuoka, Japón, 12 de julio de 1994) es una idol, actriz y cantante japonesa. Es la líder del grupo de pop femenino Momoiro Clover Z, donde su color distintivo es el rojo. En 2013 clasificó en el 12.º puesto en la lista de idols más populares de la revista Nihon Keizai Shimbun.

## Primeros años
Momota nació el 12 de julio de 1994, en Hamamatsu, prefectura de Shizuoka. Hasta 2013, vivió cerca de la estación de Hamamatsu con sus padres y dos hermanos.
Desde los tres años de edad, Momota ha estado tomando clases de gimnasia rítmica, así como también clases de danza jazz desde que cursaba su tercer año de la escuela primaria. Se inscribió en clases de baile a sugerencia de su entrenador, quien pensó que necesitaba un mejor instituto de danza. Otros estudiantes en la escuela de baile audicionaban para ingresar a la industria del entretenimiento, un tropo común de conversación entre los padres. La madre de Momota decidió que también debía audicionar y llevó a su hija a una audición abierta de la agencia de talento Stardust Promotion. Momota aplicó y ganó la audición cuando estaba en su quinto año, posteriormente firmando un contrato con 3B Junior, la rama de Stardust Promotion dedicada a entrenar niñas menores de 18 años para convertirse en idols.

## Carrera

### Momoiro Clover Z

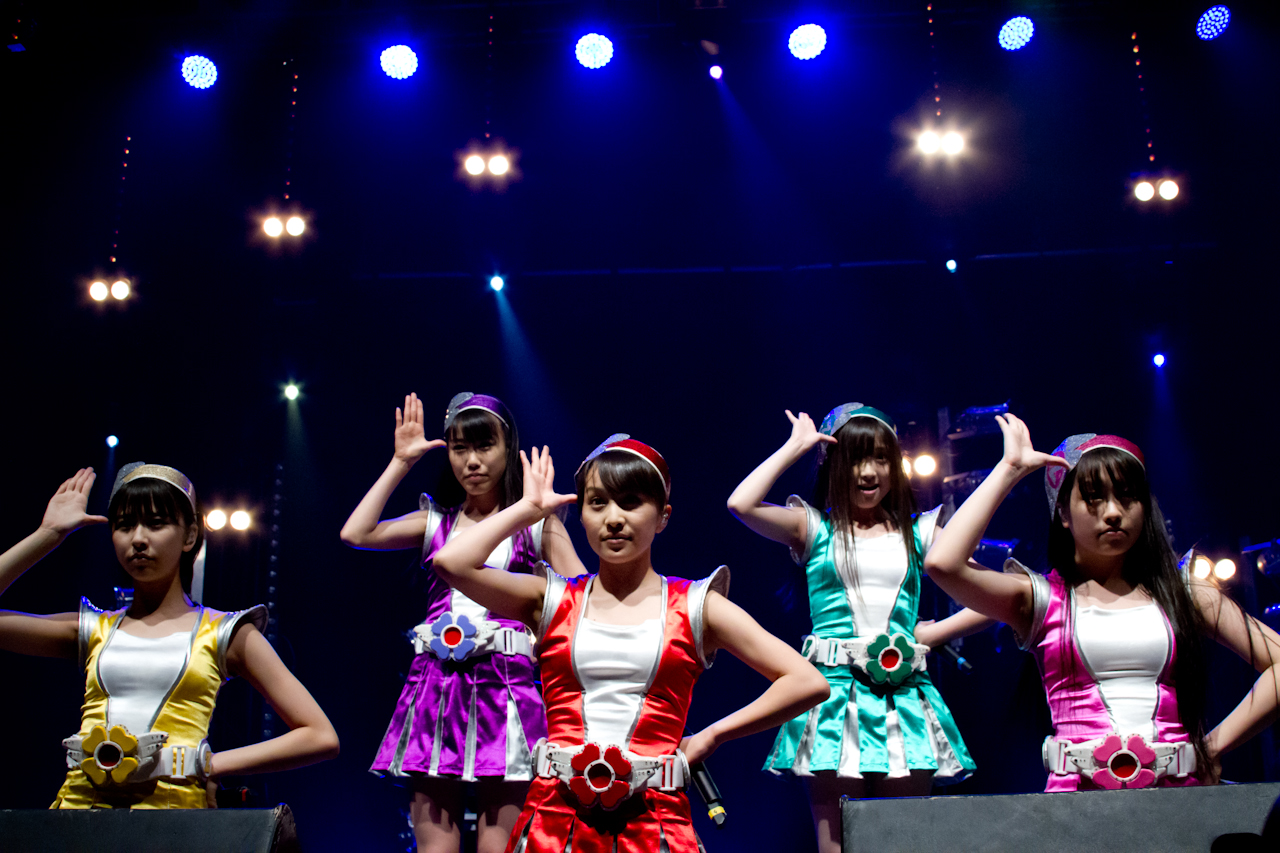
Momota (centro) junto a las demás miembros de Momoiro Clover Z, 2012.

En la primavera de 2008, Momota fue colocada en un grupo de idols femeninos sin nombre que luego pasaría ser llamado Momoiro Clover, compuesto por otras jóvenes de edades similares. El proyecto era uno de muy bajo presupuesto, por lo que el grupo comenzó actuando en las pasarelas del parque Yoyogi en Shibuya, Tokio. Unos meses después, Momota reemplazó a Reni Takagi como la líder del grupo. En una entrevista posterior, el mánager de Momoiro Clover, Akira Kawakami, recordó que desde el principio Momota era quien trabajaba más duro y declaró que podría ser seria cuando fuera necesario, pero que era ingenua y espontánea al mismo tiempo.
Desde 2014, Momota oficialmente ocupa el centro del escenario durante todas las interpretaciones. Sus actuaciones incorporan elementos de ballet, gimnasia y acrobacias.
En 2011, Momota apareció en una serie de fotografías de Mika Ninagawa en la revista de moda Zipper, vestida como una abeja y una mariquita. Momoka continuó apareciendo como modelo en las obras de Ninagawa en la revista Mgirl, en el número de otoño/invierno de 2011-2012 y nuevamente en el número de primavera/verano de 2013. El 14 de abril de 2012, Momota sucedió a la famosa actriz infantil Mana Ashida como sub-anfitriona del programa de televisión Meringue no Kimochi. En aquel entonces, ni Momoka ni Momoiro Clover Z eran muy conocidos. Sin embargo, en 2013 se anunció que Momoka dejaría el programa después de casi un año y medio, y comenzaron a surgir preocupaciones sobre como esto podría afectar la popularidad del programa. En agosto de 2013, Momota aparició en la portada de un número de la revista QuickJapan, revista que también publicó una larga entrevista con Momoka.
En noviembre de 2012, Momoiro Clover Z fue invitado al Kōhaku Uta Gassen, un festival de música anual celebrado en la víspera de Año Nuevo y transmitido por NHK. Participar en el festival había sido el mayor sueño de las integrantes de Momoiro Clover aun cuando su exmiembro, Akari Hayami, todavía estaba en la banda. Hayami felicitó a sus excompañeras en su blog y expresó su deseo de aparecer en Kōhaku junto a ellas. En homenaje a Hayami, Momoiro Clover Z interpretó la canción Ikuze! Kaitō Shōjo con la versión que incluyó su nombre.

### Shrimp jump

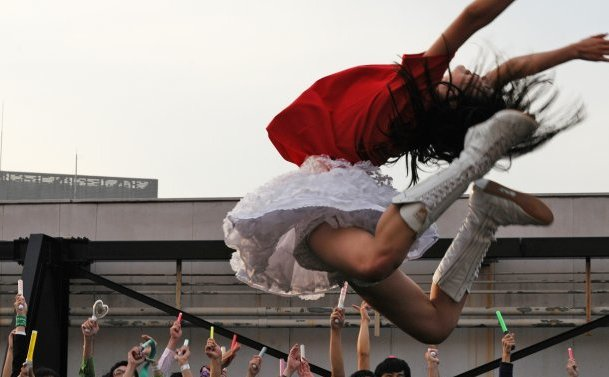
Momota realizando su característico "shrimp jump".

Momota se destaca en Momoiro Clover Z por su "shrimp jump" (un salto que se realiza con la espalda arqueada y ambas piernas dobladas hacia atrás), que interpreta durante la canción Ikuze! Kaitō Shōjo y que algunos consideran un punto culminante de los conciertos en vivo del grupo. El 4 de octubre de 2013, Momoka no logró aterrizar correctamente y cayó golpeando su parte trasera. El accidente causó un revuelo entre los aficionados y fue ampliamente reportado por los medios de comunicación japoneses, apareciendo incluso en la primera plana del sitio web Yahoo! Japan. Momota no resultó herida.

## Filmografía

### Películas
- Shirome (シロメ?) (2010)
- Ninifuni (NINIFUNI?) (2012)
- Spotlight (SPOTLIGHT?) (short, 2012)
- Maku ga Agaru (幕が上がる?) (2015)[30]

### Televisión
- Beppin-san (べっぴんさん?) (2016)

### Variedades
- Shokora Aisareru Onna — Kirawareru Onna Grand Prix (ショコラ〜愛される女 嫌われる女グランプリ?) (2009, NTV)[31]
- Meringue no Kimochi (メレンゲの気持ち?) (April 2012 — September 2013, NTV) — subhost[21]

### Otros
- Momodora (ももドラ momo+dra?) (5 episodios en línea, 2011, lanzado en DVD y Blu-ray en 2012)